# Joanna Jet
Joanna Jet est le nom de scène d'une femme britannique trans, qui est actrice pornographique, modèle et réalisatrice. Elle est née le 18 décembre 1967 à Londres et a été intronisée au panthéon de l'AVN Hall of Fame en 2015.

## Carrière
Sa première apparition professionnelle était en 2000 où elle fut présentée dans le Dvd Transsexual Beauty Queens 15 et Shemales at the Hard Rock Cafe, tous deux produits par Androgeny Productions. L'année suivante, elle a pu bénéficier d'une chirurgie de féminisation faciale et elle est également devenue une star du top DVD transsexuel de l'époque, regroupant Androgeny, Evil Angel, Devil's films et Anabolic, et elle a également lancé sa propre société de production, basée aux États-Unis.

### Autres projets
Jet avait une société de production appelée Altered States Productions qui était basée dans la Vallée de San Fernando en Californie. Après une série de difficultés liées au visa avec le service américain des douanes et de l'immigration, Jet a commencé à travailler pour une plate-forme VOD basée au Royaume-Uni. Tout en travaillant sur cette plate-forme, elle a aussi produit de la pornographie soft pour Playboy TV. La parution a été intitulée Tranny and Susanna et a été, selon Jet, le « premier film transsexuel soft pour le câble, n'importe où dans le monde » et a été nommé pour un AVN award en 2009. À partir de 2011, après la résolution des problèmes liés au visa, Jet a pu commencer à travailler aux États-Unis.

## Défense
Tout en étant artiste et productrice de pornographie transgenre, elle est également devenue une ardente militante pour l'acceptation des personnes trans par l'industrie adulte, et elle a été reconnue comme ayant eu de l'influence pour l'ajout de la catégorie « Transsexual Performer of the Year » (« Artiste Transsexuel-le de l'Année ») de l'AVN awards en 2004.